# Maria Ward-Schule Mainz
Die Maria Ward-Schule Mainz ist eine staatlich anerkannte kirchliche Privatschule für Mädchen. Bis zum Schuljahr 2021/22 bestand die Schule noch aus einem Gymnasium und einer Berufsbildenden Schule. Die Berufsbildende Schule wurde allerdings zum Ende des Schuljahres 2021/22 geschlossen. Gegründet wurde die Schule beziehungsweise deren Vorgängereinrichtung vom Frauenorden der Englischen Fräulein, heute Congregatio Jesu, im Jahr 1752 im damals kurfürstlichen Mainz.
Seit 1846 befindet sich die Maria Ward-Schule Mainz in den Gebäuden des Alten Dalberger Hofs am Ballplatz. Bis 1993 war das Institutum Beatae Mariae Virginis (I.B.M.V.) der Maria Ward-Schwestern der Rheinischen Provinz Schulträger. Mit Beginn des Jahres 1994 übernahm die „Stiftung Maria Ward-Schule“ als kirchliche Stiftung des öffentlichen Rechts die Trägerschaft der Schule. Ein der Schule angeschlossenes Kloster des katholischen Frauenordens Congregatio Jesu am Ballplatz wurde 2017 wegen mangelnden Nachwuchses geschlossen.

## Gründung
Die Bezeichnung der Schule geht auf die englische Adlige Maria Ward zurück, die im 17. Jahrhundert Bildungseinrichtungen für junge Frauen und Mädchen gründete, doch zu ihren Lebzeiten noch keine päpstliche Bestätigung für den damit verbundenen weiblichen Orden ohne kirchliche Klausurverpflichtung erlangen konnte. Ihre Gefährtinnen und Nachfolgerinnen setzten jedoch ihr Werk über Jahrhunderte fort.
Am 1. Dezember 1752 kamen Schwester Aloysia und Schwester Magdalena als Vertreterinnen ihres Ordens der „Englischen Fräulein“ auf Einladung nach Mainz. Die Ordensschwestern sollten in der Hauptstadt des Kurfürstentums Mainz die christliche Bildung junger Frauen übernehmen. Nach wechselnden Örtlichkeiten für den Unterricht erwarb der Orden 1846 den Alten Dalberger Hof und den benachbarten Fechenbacher-Laudenbacher Hof am Ballplatz, wo sich die Schule heute noch befindet. Die Mainzer Maria Ward-Schule liegt als reine Mädchenschule damit in unmittelbarer Nachbarschaft des Bischöflichen Willigis-Gymnasiums, einer der letzten reinen Jungenschulen in Deutschland.

## Heutige Schulformen
Heute befindet sich an der Maria Ward-Schule ein staatlich anerkanntes konfessionelles G9-Gymnasium für Mädchen. Die ethischen Grundlagen der katholischen Schule basieren insbesondere auf dem Erziehungskonzept des Jesuitenordens und sind durch die ignatianische Pädagogik geprägt. Der gymnasiale Unterricht wird in der Orientierungsstufe wahlweise in Ganztagsform angeboten. In der Regel hat die Schule jeweils zwei Ganztagsklassen in Jahrgangsstufe 5 und 6. Diese Schülerinnen nehmen ihr Mittagessen in der hauseigenen Mensa ein, wo ein Caterer biond das Essen zubereitet. Im Rahmen der Begabtenförderung ist auch eine Schulzeitverkürzung durch überspringen der 9. Klasse möglich.

## Bekannte ehemalige Schülerinnen
Folgende bekannte Personen des öffentlichen Lebens haben die Maria Ward-Schule besucht:
- Sabine Bächle-Scholz (* 1965), deutsche Politikerin (CDU)
- Katharina Bott (* 1941), deutsche Kunsthistorikerin
- Katrin Eder (* 1976), deutsche Politikerin (Grüne)
- Ute Granold (* 1955), deutsche Politikerin (CDU)
- Ursula Groden-Kranich (* 1965), deutsche Politikerin (CDU)
- Christiane Kofler (* 1966), deutsche Medienunternehmerin und Kunstsammlerin
- Gabriele Radecke (* 1967), deutsche Literaturwissenschaftlerin und Autorin